# Вийот (племя)

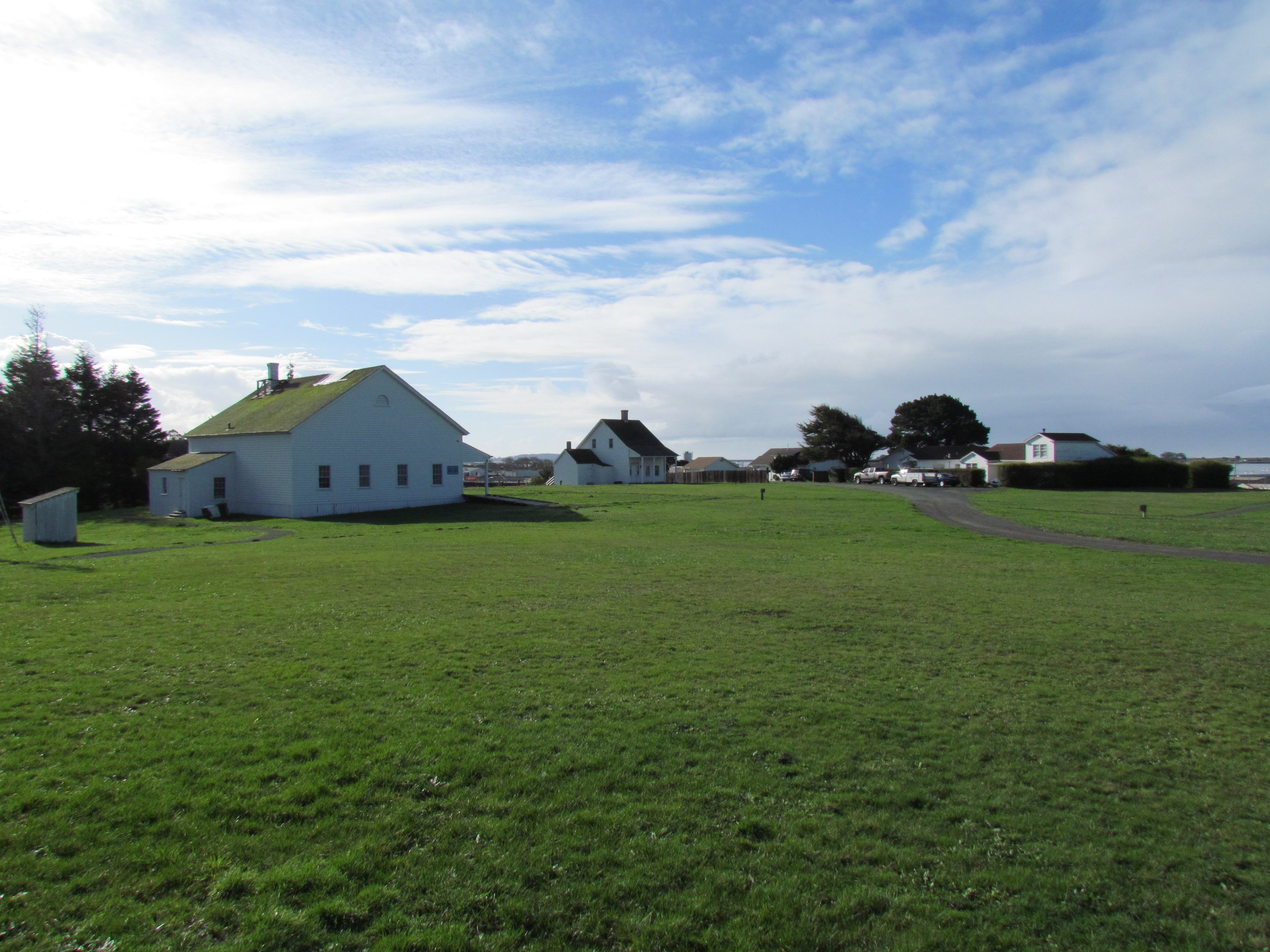
Исторические земли племени вийот, форт Гумбольдт, 2010 г.

Вийот или вийоты (англ. Wiyot) — индейское племя в США.

## История
До контакта с европейцами вийоты проживали на северо-западе Калифорнии в районе залива Гумбольдт. Их земли простирались от реки Мэд-Ривер на севере до Ил-Ривер на юге. Вийоты избежали контактов с испанцами и русскими, первые белые люди, которые впервые появились на территории вийотов, были англичане.
Начиная с середины XIX века, после окончании американо-мексиканской войны, лесорубы, шахтёры, скотоводы и фермеры начали селиться на землях вийотов. 9 февраля 1853 года на территории племени был основан форт Гумбольдт. Отношения между вийотами и белыми людьми начали портиться и переросли в вооружённые столкновения.
25 февраля 1860 года белые поселенцы совершили нападение на вийотов и убили около 130 человек
, в основном женщин и детей. Оставшиеся в живых были переселены в резервации, а земли вийотов захвачены американцами.

## Население
Антрополог Альфред Крёбер предположил, что численность племени в 1770 году составляла около 1000 человек. К 1850 году численность вийотов вместе с племенем юрок была около 2000 человек. По переписи 1910 года вийотов было 150 человек.
Официальная численность племени вместе с метисами в 2000 году составляла 674 человека.